# Đội tuyển bóng đá quốc gia Antille thuộc Hà Lan
Đội tuyển bóng đá quốc gia Antille thuộc Hà Lan là đội tuyển cấp quốc gia của Antille thuộc Hà Lan do Liên đoàn bóng đá Antille thuộc Hà Lan quản lý.
Trận thi đấu quốc tế đầu tiên của đội tuyển Antilles thuộc Hà Lan là trận gặp đội tuyển Panama vào năm 1941 và trận quốc tế cuối cùng của đội là trận gặp đội tuyển Suriname vào năm 2010. Thành tích tốt nhất của đội cho đến nay là hai lần hạng ba giành được vào các năm 1963, 1969 cùng với tấm huy chương đồng của đại hội Thể thao liên châu Mỹ 1955.
Tháng 10 năm 2010, đội tuyển Antille thuộc Hà Lan chính thức giải thể và từ tháng 1 năm 2011 đội được đổi tên thành đội tuyển bóng đá quốc gia Curaçao.

## Danh hiệu
- Cúp Vàng CONCACAF

Hạng ba: 1963; 1969
- Vô địch Cúp Caribe: 0

Hạng tư: 1989
- Bóng đá nam tại Americas Games:

 1955

## Thành tích tại giải vô địch thế giới
- 1950 đến 1954 - Không tham dự
- 1958 đến 2010 - Không vượt qua vòng loại

## Cúp Vàng CONCACAF
- 1991 - Không tham dự
- 1993 - Bỏ cuộc
- 1996 đến 2000 - Không vượt qua vòng loại
- 2002 - Không tham dự
- 2003 - Không vượt qua vòng loại
- 2005 - Bỏ cuộc
- 2007 - Không vượt qua vòng loại

## Đại hội Thể thao Liên Mỹ
- 1951 - Không tham dự
- 1955 - Huy chương đồng
- 1959 đến 2003 - Không tham dự